# Pyrrhogyra olivenca
Pyrrhogyra olivenca är en fjärilsart som beskrevs av Hans Fruhstorfer 1908. Pyrrhogyra olivenca ingår i släktet Pyrrhogyra och familjen praktfjärilar. Inga underarter finns listade.